# Alvis TC 21/100
Alvis TC 21/100 är en bilmodell från brittiska Alvis som tillverkades mellan 1953 och 1955. Denna modell tillverkades i endast 48 exemplar.